# 13410 Arhale
13410 Arhale è un asteroide della fascia principale. Scoperto nel 1999, presenta un'orbita caratterizzata da un semiasse maggiore pari a 2,1882487 UA e da un'eccentricità di 0,2160934, inclinata di 4,88974° rispetto all'eclittica.